# 이천 (고려 문신)
이천(李蒨, ? ~ 1349년 7월 14일)은 고려 후기의 문신인 정치가로, 자는 군실(君實), 호는 국당(菊堂), 본관은 경주(慶州). 국당공파(菊堂公派) 파조(派祖). 이달충(李達衷)·이성중(李誠中) 형제의 아버지이다.

## 생애
1299년(충렬왕 25) 국자감시(國子監試)에 합격하였고, 그 후 문과에도 급제하였다.
1321년(충숙왕 8) 우사보(右司輔)로 있었는데, 폐인(嬖人) 이인길(李仁吉)의 첩의 아버지인 서경낭장(西京郎將) 최득화(崔得和)가 수주수령(隨州守令)으로 임명되었으나, 좌사보(左司補) 왕백(王伯)과 고신(告身)에 서명하지 않아 곤장을 맞고 섬에 유배되었다.
1344년(충혜왕 복위 5) 동지공거(同知貢擧)로서 문과를 주관해, 하을지(河乙沚) 등 33인에게 급제를 주었고, 도첨의상의(都僉理商議)로 원에 가서 교사(郊赦)를 하례하고 돌아왔으며, 왕이 서연을 설치하자 판밀직사사(判密直司事)로서 아들인 전리정랑(典理正郞) 이달충(李達衷)과 함께 서연관 중 하나가 되었다.
이듬해 도첨의참리(都僉議參理)에 임명되었으며, 후에 추성보리공신(推誠輔理功臣)에 책록되고 월성군(月城君)에 봉해졌다.
1349년(충정왕 원년) 졸했다.
시호는 문효(文孝)이다.

## 가족 관계
- 증조 - 이득견(李得堅)[7] : 상의직장동정(尙衣直長同正)
  - 조부 - 이핵(李翮)[7] : 증(贈) 좌복야(左僕射)
    - 아버지 - 이세기(李世基)[7] : 밀직사부사(密直司副使)·예문관대제학(藝文舘大提學), 문희공(文僖公)
    - 어머니 - 대호군(大護軍) 서찬(徐瓚)의 딸[7]
      - 동생 - 이매(李邁)[7] : 부정공파(副正公派) 파조
      - 동생 - 이과(李薖)[7] : 상서(尙書), 상서공파(尙書公派) 파조, 이연손(李延孫, 1404년 ~ 1463년)의 증조
      - 동생 - 이조(李蓨) : 사인공파(舍人公派) 파조
      - 첫째 부인 - 담양(潭陽) 설씨(薛氏)[7]
        - 장남 - 이경중(李敬中)[7] : 월성군(月城君), 이정견(李廷堅, ? ~ 1409년)의 조부
        - 차남 - 이배중(李培中)[7] : 전리판서(典理判書)

      - 둘째 부인 - 죽성군(竹城君) 박전(朴顓)의 딸[7]
        - 3남 - 이달충(李達衷, 1309년 ~ 1385년)[3]: 초명 이달중(李達中), 계림부윤(鷄林府尹)·계림군(鷄林君), 문정공(文靖公)

      - 셋째 부인 - 순창(淳昌) 박씨(朴氏)[7]
        - 4남 - 이성중(李誠中, 1332년 ~ 1411년)[9] : 검교좌정승(檢校左政丞), 정순공(靖順公)

- 첫째 사위 - 안지(安祉)[7] : 종부령(宗簿令)
- 둘째 사위 - 류자경(柳資敬)[7] : 낭장(郎將)
- 셋째 사위 - 윤지표(尹之彪, 1310년 ~ 1382년)[10][11] : 도첨의평리(都僉議評理)·해평군(海平君), 충간공(忠簡公)
- 넷째 사위 - 기유걸(奇有傑, ? ~ 1356년)[7] : 도첨의찬성사(都僉議贊成事)

## 참고 문헌
- 이천 (李蒨) - 고려 후기 우사보, 첨의평리상의, 정당문학 등을 역임한 문신. - 한국민족문화대백과사전.